# Луций Марций Цензорин (консул 149 года до н. э.)
Луций Марций Цензорин (лат. Lucius Marcius Censorinus; умер после 147 года до н. э.) — древнеримский военачальник и политический деятель из плебейского рода Марциев, консул 149 года до н. э., цензор 147 года до н. э. Командовал флотом на начальном этапе Третьей Пунической войны.

## Происхождение
Луций происходил из плебейского рода Марциев, представители которого начали занимать высшие должности сразу после допуска плебеев к консулату. Их предком считался один из римских царей Анк Марций, который, в свою очередь, по матери был внуком Нумы Помпилия. Некоторые античные генеалоги пытались вести происхождение этого семейства от одного из сыновей Нумы и настаивали на его связи с богом войны Марсом.
Луций Марций был потомком первого цензора-плебея и единственного дважды цензора Гая Марция Рутила, получившего прозвище Цензорин, которое стало когноменом. О промежуточных звеньях родословной ничего не известно кроме того, что отец и дед Луция носили преномен Гай.

## Биография
Предположительно именно Цензорина имеют в виду источники, говоря о курульном эдиле Луции Марции, который вместе со своим коллегой Квинтом Фульвием (Нобилиором) организовал третье представление «Свекрови» Теренция. Это событие исследователи датируют приблизительно 160 годом до н. э. или одним из нескольких последующих лет (до 156 года до н. э. включительно). О претуре Луция Марция ничего не известно; между тем это был обязательный этап политической карьеры, и пройти его в соответствии с законом Виллия следовало не позже, чем за три года до консулата, то есть в данном случае не позже 152 года до н. э.
Консулом Цензорин стал в 149 году до н. э., вместе с ещё одним плебеем — Манием Манилием. В это время произошло радикальное обострение отношений с Карфагеном, и оба консула получили от сената приказ переправиться в Африку (тайно им было велено не прекращать боевые действия, пока они не разрушат Карфаген). Луций Марций получил командование флотом, тогда как его коллега возглавил армию. Высадившись в Утике, консулы потребовали от карфагенских послов выдачи всего оружия и трёхсот заложников, а когда эти требования были выполнены, приказали переселиться всем городом в другое место не ближе 10 миль от моря. Тогда Карфаген начал готовиться к обороне.
Консулы ничего не знали об этой подготовке и полагали, что в любом случае противник не сможет оказать им серьёзного сопротивления. Выждав какое-то время, они двинули свои войска на Карфаген, но были отбиты и перешли к осаде. Последующие события показали полную некомпетентность обоих консулов в военных вопросах: в столкновениях верх неизменно брали карфагеняне, римская армия несла большие потери в боях и от эпидемии, и больших поражений удавалось избежать благодаря единственному способному офицеру — Публию Корнелию Сципиону Эмилиану. Наконец, летом 148 года до н. э. Луций Марций уехал из Африки в Рим.
Несмотря на эту неудачу, в 147 году до н. э. Луций Марций достиг вершины своей карьеры — должности цензора. Его коллегой стал патриций Луций Корнелий Лентул Луп.

## Потомки
Сыном Луция Марция был Гай Марций Цензорин, отец Луция, монетария в 82 году до н. э., и Гая, видного деятеля марианской «партии».

## В античной литературе
Луцию Марцию Цензорину была посвящена одна из философских работ поэта Луцилия.